# Valentino Salvoldi
Valentino Salvoldi (Ponte Nossa, 7 febbraio 1945) è un presbitero, scrittore, teologo morale, missionario Fidei donum, pubblicista,  e docente universitario italiano.

## Biografia
Dopo essere stato ordinato sacerdote sin dalla giovane età ha cominciato a sensibilizzare soprattutto i giovani sui temi etici.
Per favorire lo sviluppo dei Paesi del Terzo mondo ha istituito la Fondazione Shalom: la sua attività si svolge soprattutto attraverso il coinvolgimento dei giovani italiani che si recano in Africa ad animare campi scuola, aiutando gli studenti locali ad essere autosufficienti, ad avere fiducia in sé, a costruire un futuro di pace.
Nel dicembre 2023, Salvoldi è stato accusato di abusi sessuali e psicologici nei confronti di minori. La Rete l'Abuso, una associazione dei sopravvissuti agli abusi del clero, ha presentato un esposto in Procura a Bergamo e alla diocesi di Bergamo per le sue presunte condotte criminali ai danni di circa una decina di persone. Salvoldi, dall'Etiopia, ha risposto che "oggi se fai una carezza ad un bambino sei giudicato un pedofilo" e che i baci erano "sulla guancia" e gli "abbracci segni di tenerezza e pace". Nel febbraio 2024, sono emerse nuove accuse nei confronti del sacerdote. Le cinque testimonianze riportate con pseudonimi spaziano dalla fine degli anni ottanta a metà degli anni duemila. Le testimonianze denunciano episodi quali bagni con ragazzi e il sacerdote nudi durante un campo estivo in Val d'Ossola, baci in bocca dati pubblicamente a ragazzi durante i campi religiosi, aggressioni avvenute in varie circostanze, tra cui una stanza d'albergo, e un'aggressione ad un adolescente in casa dei genitori del ragazzo.

## Incarichi
Dal 2003 è incaricato dalla Santa Sede per la formazione del clero delle diocesi dipendenti da Propaganda Fide (“Terzo Mondo”).

## Opere
- 1981 - Il banchetto sacro, ed. EMI
- 1987 - Islam. Un popolo in preghiera, ed. EMI
- 1988 - L'ora della nostra nascita - Un senso per la morte ed. Messaggero Padova-
- 1992 Il maestro è là e ti chiama. Spunti di meditazione del Vangelo di Giovanni, ed. Elledici.Leumann-Torino, 2 ristampa
- 1994 - Per le strade del mondo, ed. EMI, 7 ristampa della 3 edizione
- 1995 - Albania: tolleranza e solidarietà, ed. EMI
- 1995 - ...Osiamo dire: «Abbà». Lectio divina sul Padre Nostro, ed. Paoline
- 1996 - Bosnia. Non potete obbligarci a odiare, ed. EMI (con Giancarlo Salvoldi e V. Lush Gjergji)
- 1996 - Madre della bellezza. ed. Elledici, Leumann, 2 ristampa
- 1997 - Haring: Un'autobiografia a mo' di intervista, ed. Paoline
- 1998 - Mai più la guerra, ed. Meridiana
- 1999 - Uno di noi è dio, ed. Dehoniane-Velar
- 2000 - Vivo perché prego, prego perché vivo, ed. Cittadella
- 2001 - Emi all'ombra del baobab, ed. EMI
- 2001 - I Volti di Dio, ed. EMI, 14 ristampa della 3 edizione
- 2002 - Anche i preti sanno amare, ed. Ancora
- 2002 - In cammino verso la vita, in cammino verso l'amore, in cammino verso la libertà. In cammino verso la verità. Ed Leumann, Elledici
- 2002 - Si può ancora essere pacifisti, ed. Ancora
- 2003 - Tu vivi solo il tempo dell'amore, ed. Paoline, 3 ristampa
- 2003 - Anche Dio ama la notte, ed. Queriniana
- 2003 - Madre Teresa emblema di pace, ed. Elledici, Leumann
- 2004 - Tenerezza. L'arte di dare e ricevere amore, ed. Elledici, Leumann
- 2004 - Eucaristia, dialogo d'amore, ed. Ancora
- 2004 - Speranza, scandalo e scommessa, ed. Queriniana
- 2004 - L'amore nel Cantico dei Cantici, ed. Elledici, Leumann
- 2005 - I riti dell'Eucaristia e dell'amore, ed. Elledici, Leumann
- 2005 - Dalla legge all'amore. Dai comandamenti alle beatitudini, ed. Paoline
- 2005 - E innalza gli umili: Benedetta Cambiagio, moglie e suora, Ed. Elledici, Leumann
- 2005 - Dio è più grande del tuo cuore, ed. Elledici, Leumann, ed. Velar, 8 ristampa
- 2006 - Quando s'accende il cuore... Racconti sulle strade del mondo, ed. Ancora
- 2006 - Ebbe compassione. Un Padre e... tanti fratelli nel Vangelo di Marco, ed. Elledici, Leumann, ed Velar, 2 ristampa (anche in ebook)
- 2006 - E noi abbiamo creduto nell'amore. Famiglia, fondamento di civiltà, ed Elledici, Leumann, ed Velar, 2 ristampa
- 2006 - Andrea Santoro. Una porta sempre aperta, ed. EMI
- 2007 - Scintille di saggezza. Racconti di vita, ed. Ancora
- 2009 - Non si muore, si nasce due volte, ed. Messaggero, 8 ristampa
- 2009 - Mostrati Madre, ed. Elledici, Leumann, Ed. Velar, 3 ristampa
- 2009 - Follia evangelica. L'illogicità dell'amore, ed. Messaggero
- 2009 - Un corpo a corpo con Dio. Lotta e contemplazione, ed. Messaggero
- 2010 - Uno di noi è Dio. Il Vangelo per la famiglia, ed. Messaggero, ed. Velar
- 2010 -  Bernhard Häring. La visione di un profeta, Edizioni Elle Di Ci, Torino
- 2010 - Al servizio della vita. Sulle orme di Madre Teresa, ed. Città Nuova
- 2010 - Non si muore, si nasce due volte, Ed. Messaggero, Padova, 9ª ristampa
- 2010–2011 - La Donna del sì - La Donna della Danza - La Donna dell'ascolto - la Donna del silenzio, (Lodi a Maria e arte in Suo onore, quattro volumi in cofanetto), Edizioni Messaggero Padova
- 2011 - Uno di noi è Dio. Il Vangelo per il Terzo Millennio, ed. Elledici, Leumann, ed. Velar, 7 ristampa
- 2012 - Lodi a Maria e arte in suo onore. Quattro volumi: “La Donna del sì”; “La Donna della danza”; “La Donna dell’ascolto”; “La Donna del silenzio” . Ed. Messaggero, Padova  e Ed. Velar
- 2012 - Respirare l’amore. Per una spiritualità di condivisione, ed Paoline, Milano
- 2012 - Il profumo della parabole, Città Nuova editrice, Roma
- 2013 - Giobbe. Il grido che sale dalla terra. Ancora Editrice, Milano
- 2013 - Dorothy Stang, la prima martire del creato, Edizioni Paoline
- 2014 - Semi di misericordia. Madre Speranza e Papa Francesco. Edizioni Messaggero Padova
- 2015 - “Padre”, osiamo dire. Edizioni Messaggero, Padova
- 2015 - Un senso al soffrire. Contemplando Maria addolorata, Edizioni Paoline
- 2015 - Salve Regina, Edizioni Messaggero, Padova
- 2015 - L’eroica fede di Pietro, in collaborazione con GianCarlo Bregantini, Ed Ancora , Milano
- 2015 - Migranti. La pedagogia dell’accoglienza: Beniamino Sacco, Velar
- 2015 - "Opere di Misericordia. Sapienza di Madre M. Agostina e di Papa Francesco”, Edizioni Messaggero , Padova
- 2016 - Uno di noi è Dio. Il Vangelo per la famiglia, (edizione riveduta e illustrata), Ed. Messaggero, Padova  e Ed. Velar, Gorle (BG)
- 2016 - Il mio nome è… Via della croce, via della Luce via della Madre, Ed. Messaggero, Santa Casa e Velar,  Gorle (Bg)
- 2017 - “Perché la vostra gioia sia piena”. Antiche e nuove beatitudini, Ed. Paoline, Milano
- 2017 - “Imparò dal dolore”. La sofferenza come opportunità, Città Nova Editrice, Roma
- 2017 - Della gioia e della bellezza. Raccontare di nuovo la morale. Editrice Ancora, Milano
- 2017 - Benedictus e Magnificat. Canti dell’alba e de tramonto, ed Messaggero
- 2017 - Nelle ferite umane la divina misericordia. La gioia della riconciliazione. Velar e Messaggero, Padova
- 2017 - Glorificate Dio nel vostro corpo, Eucaristia e amore coniugale, Messaggero, Padova
- 2017 - Dio è più grande del tuo cuore. La festa della riconciliazione. Edizioni Messaggero Padova   8ª edizione
- 2017 - Un senso al dolore umano. Giacomo Tarini, Ed. Mrssaggero-Velar
- 2018 - Scienziati davanti a Dio, Velar e Edizioni Messaggero, Padova
- 2018 - Il sorriso dell’ottavo giorno. Litigio e riconciliazione. Ed. Paoline, Milano,     5ª edizione
- 2018 - La gioia di credere. Racconti, quasi parabole. Ed. Paoline Milano ,       7ª edizione 2018
- 2018 - Un mondo salvato dalla bellezza. Spunti di morale sulle orme di papa Francesco, Edizioni Messaggero Padova
- 2019 - Qohelet, anche tu parola di Dio? Vita preziosa perché fragile, Prefazione card. Gianfranco Ravasi, Edizioni Ancora
- 2019 - Ne scelse dodici. Ed. Rogate, Roma
- 2020 - Padre Pedro Balzi. Il sorriso di Dio ai poveri. Prefazione card. Sergio da Rocha, Editrice Velar
- Per la collana blu "I Messaggeri d'Amore" ha curato: Antonio Rosmini, Chiara Lubich, Madre Maria Agostina, Carolina Quarimani, Don Antonio Seghezzi, Edith Stein, San Gabriele dell'Addolorata, Benedetta Cambiagio Frassinello, Don Andrea Santoro, Don Tonino Bello, Santa Teresa di Lisieux, Bernhard Haring, Mons. Nike Prela, Padre Salvatore Vico, Beato Don Jerzy Popieluszko, Madre Speranza - ed. Elledici- ed. Vela